# Scottish FA Cup 1929/30
Der Scottish FA Cup wurde 1929/30 zum 52. Mal ausgespielt. Der wichtigste Fußball-Pokalwettbewerb im schottischen Vereinsfußball wurde vom Schottischen Fußballverband geleitet und ausgetragen. Er begann am 11. Januar 1930 und endete mit dem Wiederholungsfinale am 16. April 1930 im Hampden Park von Glasgow. Als Titelverteidiger startete der FC Kilmarnock in den Wettbewerb, der im Finale des Vorjahres gegen die Glasgow Rangers gewonnen hatte. Im diesjährigen Endspiel um den Schottischen Pokal standen sich die Rangers und Partick Thistle gegenüber. Die Rangers erreichten zum 14. Mal seit 1877 das Endspiel. Für die Jags war es die 2. Finalteilnahme im schottischen Pokal nach 1921. Die Rangers gewannen nach einem 0:0 im ersten Finalspiel, das Wiederholungsfinale mit 2:1. Die schottische Meisterschaft im gleichen Jahr gewannen ebenfalls die Rangers zum insgesamt 18. Mal in ihrer Vereinsgeschichte. Er war damit das zweite Double in der Vereinsgeschichte nach 1928. Partick Thistle wurde Tabellensechster.

## 1. Runde
Ausgetragen wurden die Begegnungen zwischen dem 11. und 18. Januar 1930. Die Wiederholungsspiele fanden zwischen dem 18. und 25. Januar 1930 statt.
|                         | Ergebnis |                                  |
| ----------------------- | -------- | -------------------------------- |
| Airdrieonians FC        | 3:1      | Dunfermline Athletic             |
| Albion Rovers           | 4:2      | Alloa Athletic                   |
| FC Arbroath             | 6:1      | FC Galston                       |
| Buckie Thistle          | 0:2      | FC Falkirk                       |
| Civil Service Strollers | 0:2      | FC Clachnacuddin                 |
| FC Clyde                | 7:0      | FC Keith                         |
| FC Dalbeattie Star      | 1:6      | Partick Thistle                  |
| FC Dumbarton            | 1:4      | FC Cowdenbeath                   |
| FC Dundee               | 2:0      | Greenock Morton                  |
| FC East Fife            | 1:2      | Queen of the South               |
| Falkirk Amateurs        | 0:3      | Leith Athletic                   |
| FC Bo’ness              | 0:0      | FC St. Johnstone                 |
| Forfar Athletic         | 7:2      | Brechin City                     |
| Hamilton Academical     | 6:0      | FC Stenhousemuir                 |
| Heart of Midlothian     | 1:0      | FC Clydebank                     |
| Hibernian Edinburgh     | 2:0      | Leith Amateurs                   |
| FC Caledonian           | 0:6      | Celtic Glasgow                   |
| FC Inverness Citadel    | 1:0      | FC Armadale                      |
| FC Kilmarnock           | 11:1     | Paisley Academicals              |
| FC King’s Park          | 6:2      | FC Bathgate                      |
| FC Mid Annandale        | 0:5      | Ayr United                       |
| FC Motherwell           | 6:0      | FC East Stirlingshire            |
| Murrayfield Amateurs    | 2:2      | Burntisland Shipbuilding Company |
| Nithsdale Wanderers     | 6:1      | University of St Andrews         |
| FC Peterhead            | 3:3      | FC Vale of Leithen               |
| FC Queen’s Park         | 0:1      | Glasgow Rangers                  |
| Raith Rovers            | 3:3      | FC Aberdeen                      |
| FC Royal Albert         | 1:4      | FC Beith                         |
| FC Solway Star          | 0:8      | FC Montrose                      |
| FC St. Bernard’s        | 5:3      | Third Lanark                     |
| St. Cuthbert Wanderers  | 1:5      | FC St. Mirren                    |
| FC Stranraer            | 0:2      | Dundee United                    |

### Wiederholungsspiele
|                                  | Ergebnis  |                      |
| -------------------------------- | --------- | -------------------- |
| FC Aberdeen                      | 7:0       | Raith Rovers         |
| Burntisland Shipbuilding Company | 0:3       | Murrayfield Amateurs |
| FC St. Johnstone                 | 3:1 n. V. | FC Bo’ness           |
| FC Vale of Leithen               | 2:1       | FC Peterhead         |

## 2. Runde
Ausgetragen wurden die Begegnungen am 1. Februar 1930. Die Wiederholungsspiele fanden am 5. und 6. Februar 1930 statt.
|                     | Ergebnis |                      |
| ------------------- | -------- | -------------------- |
| FC Aberdeen         | 5:1      | Nithsdale Wanderers  |
| Airdrieonians FC    | 8:3      | Murrayfield Amateurs |
| Albion Rovers       | 2:1      | FC Beith             |
| Ayr United          | 1:3      | Hibernian Edinburgh  |
| Celtic Glasgow      | 5:0      | FC Arbroath          |
| FC Dundee           | 4:1      | FC St. Johnstone     |
| Dundee United       | 0:3      | Partick Thistle      |
| FC Falkirk          | 1:1      | Queen of the South   |
| Forfar Athletic     | 0:0      | FC St. Mirren        |
| Hamilton Academical | 4:2      | FC Kilmarnock        |
| Heart of Midlothian | 0:0      | FC St. Bernard’s     |
| Leith Athletic      | 2:0      | FC Clachnacuddin     |
| FC Montrose         | 3:1      | FC Inverness Citadel |
| FC Motherwell       | 3:0      | FC Clyde             |
| Glasgow Rangers     | 2:2      | FC Cowdenbeath       |
| FC Vale of Leithen  | 2:7      | FC King’s Park       |

### Wiederholungsspiele
|                     | Ergebnis |                  |
| ------------------- | -------- | ---------------- |
| FC Cowdenbeath      | 0:3      | Glasgow Rangers  |
| Queen of the South  | 3:4      | FC Falkirk       |
| Heart of Midlothian | 5:1      | FC St. Bernard’s |
| FC St. Mirren       | 3:0      | Forfar Athletic  |

## Achtelfinale
Ausgetragen wurden die Begegnungen am 15. Februar 1930. Die Wiederholungsspiele fanden am 19., 24. und 25. Februar 1930 statt.
|                     | Ergebnis |                     |
| ------------------- | -------- | ------------------- |
| Albion Rovers       | 2:2      | FC Montrose         |
| Celtic Glasgow      | 1:3      | FC St. Mirren       |
| FC Dundee           | 0:0      | Airdrieonians FC    |
| FC Falkirk          | 0:0      | Leith Athletic      |
| Hamilton Academical | 4:0      | FC King’s Park      |
| Hibernian Edinburgh | 1:3      | Heart of Midlothian |
| FC Motherwell       | 2:5      | Glasgow Rangers     |
| Partick Thistle     | 3:2      | FC Aberdeen         |

### Wiederholungsspiele
|                  | Ergebnis  |               |
| ---------------- | --------- | ------------- |
| Airdrieonians FC | 0:0 n. V. | FC Dundee     |
| Leith Athletic   | 1:1 n. V. | FC Falkirk    |
| FC Montrose      | 3:1       | Albion Rovers |

### 2. Wiederholungsspiele
|            | Ergebnis      |                  |
| ---------- | ------------- | ---------------- |
| FC Dundee  | *2:1 *        | Airdrieonians FC |
| FC Falkirk | *1:1 n. V. ** | Leith Athletic   |

### 3. Wiederholungsspiel
|            | Ergebnis |                |
| ---------- | -------- | -------------- |
| FC Falkirk | *1:0 *   | Leith Athletic |

## Viertelfinale
Ausgetragen wurden die Begegnungen am 1. März 1930. Das Wiederholungsspiel fand am 5. März 1930 statt.
|                 | Ergebnis |                     |
| --------------- | -------- | ------------------- |
| FC Dundee       | 2:2      | Heart of Midlothian |
| Partick Thistle | 3:1      | FC Falkirk          |
| Glasgow Rangers | 3:0      | FC Montrose         |
| FC St. Mirren   | 3:4      | Hamilton Academical |

### Wiederholungsspiel
|                     | Ergebnis |           |
| ------------------- | -------- | --------- |
| Heart of Midlothian | 4:0      | FC Dundee |

## Halbfinale
Ausgetragen wurden die Begegnungen am 22. März 1930.
|                 | Ergebnis |                     |
| --------------- | -------- | ------------------- |
| Partick Thistle | *3:1 *   | Hamilton Academical |
| Glasgow Rangers | *4:1 **  | Heart of Midlothian |

## Finale
| Glasgow Rangers                          | Glasgow Rangers | Partick Thistle | Partick Thistle |
| ---------------------------------------- | --- | --- | --------------- |
| Glasgow Rangers                          | \| Finale \| \| 12. April 1930 in Glasgow (Hampden Park) \| \| Ergebnis: 0:0[1] \| \| Zuschauer: 107.475[2] \| \| Spielbericht \|                                                                 | \| Finale \| \| 12. April 1930 in Glasgow (Hampden Park) \| \| Ergebnis: 0:0[1] \| \| Zuschauer: 107.475[2] \| \| Spielbericht \|                                                         | Partick Thistle |
| Glasgow Rangers                          | Tom Hamilton – Dougie Gray, Jock Buchanan, Tully Craig, Sandy Archibald, David Meiklejohn, Jimmy Fleming, Robert Hamilton, Bob McPhail, James Marshall, Willie Nicholson Cheftrainer: Bill Struth | John Jackson – Stuart Calderwood, Jimmy Rae, Alec Elliott, Alex Lambie, Eddie McLeod, John Torbet, Davie Ness, Bobby Grove, George Boardman, Johnny Ballantyne Cheftrainer: Donald Turner | Partick Thistle |
| Finale                                   | | |                 |
| 12. April 1930 in Glasgow (Hampden Park) | | |                 |
| Ergebnis: 0:0                            | | |                 |
| Zuschauer: 107.475                       | | |                 |
| Spielbericht                             | | |                 |

## Wiederholungsfinale
| Glasgow Rangers                          | Glasgow Rangers | Partick Thistle | Partick Thistle |
| ---------------------------------------- | --- | --- | --------------- |
| Glasgow Rangers                          | \| Finale \| \| 16. April 1930 in Glasgow (Hampden Park) \| \| Ergebnis: 2:1 (1:0)[3] \| \| Zuschauer: 103.688[4] \| \| Spielbericht \|                                                        | \| Finale \| \| 16. April 1930 in Glasgow (Hampden Park) \| \| Ergebnis: 2:1 (1:0)[3] \| \| Zuschauer: 103.688[4] \| \| Spielbericht \|                                                   | Partick Thistle |
| Glasgow Rangers                          | Tom Hamilton – Dougie Gray, Whitey McDonald, Tully Craig, Sandy Archibald, David Meiklejohn, Jimmy Fleming, Robert Hamilton, Bob McPhail, James Marshall, Alan Morton Cheftrainer: Bill Struth | John Jackson – Stuart Calderwood, Jimmy Rae, Alec Elliott, Alex Lambie, Eddie McLeod, John Torbet, Davie Ness, Bobby Grove, George Boardman, Johnny Ballantyne Cheftrainer: Donald Turner | Partick Thistle |
| Glasgow Rangers                          | Tully Craig James Marshall | John Torbet | Partick Thistle |
| Finale                                   | | |                 |
| 16. April 1930 in Glasgow (Hampden Park) | | |                 |
| Ergebnis: 2:1 (1:0)                      | | |                 |
| Zuschauer: 103.688                       | | |                 |
| Spielbericht                             | | |                 |